# Elena Georgescu
Elena Georgescu (Rădăuți-Prut, 10 aprile 1964) è una canottiera rumena, vincitrice di cinque medaglie, tra cui 3 d'oro, alle Olimpiadi.

## Palmarès
- Olimpiadi

Barcellona 1992: argento nell'8 con.
Atlanta 1996: oro nell'8 con.
Sydney 2000: oro nell'8 con.
Atene 2004: oro nell'8 con.
Pechino 2008: bronzo nell'8 con.
- Campionati del mondo di canottaggio

1990 - Tasmania: oro nell'8 con.
1991 - Vienna: bronzo nell'8 con.
1999 - St. Catharines: oro nell'8 con.
2007 - Monaco di Baviera: argento nell'8 con.
- Campionati europei di canottaggio

2007 - Poznań: oro nell'8 con.